# Mametz (Pas-de-Calais)
Pour les articles homonymes, voir Mametz.
Mametz [mame] est une commune française située dans le département du Pas-de-Calais en région Hauts-de-France. Ses habitants sont appelés les Mametziens. La commune est membre de la communauté d'agglomération du Pays de Saint-Omer.
La commune est appelée « le village aux trois clochers ».

## Géographie

### Localisation
Localisée dans l'est du département du Pas-de-Calais, Mametz est une commune, de la vallée de la Lys, limitrophe, à l'est, de la commune d'Aire-sur-la-Lys et située, à vol d'oiseau, à 13 km au sud-est de la commune de Saint-Omer (aire d'attraction et chef-lieu d'arrondissement).
Le territoire de la commune est limitrophe de ceux de cinq communes.
Les communes limitrophes sont  Aire-sur-la-Lys, Blessy, Enquin-lez-Guinegatte, Saint-Augustin et Thérouanne.

### Géologie et relief
La superficie de la commune est de 9,53 km2 ; son altitude varie de 21  à   98 m.

### Hydrographie
Le territoire de la commune est situé dans le bassin Artois-Picardie.
La commune est traversée par deux cours d'eau :
- la Lys, d'une longueur de 134,01 km, qui prend sa source dans la commune de Lisbourg, dans le département du Pas-de-Calais, et se jette dans l'Escaut au niveau de la commune de Gand, en Belgique[4] ;

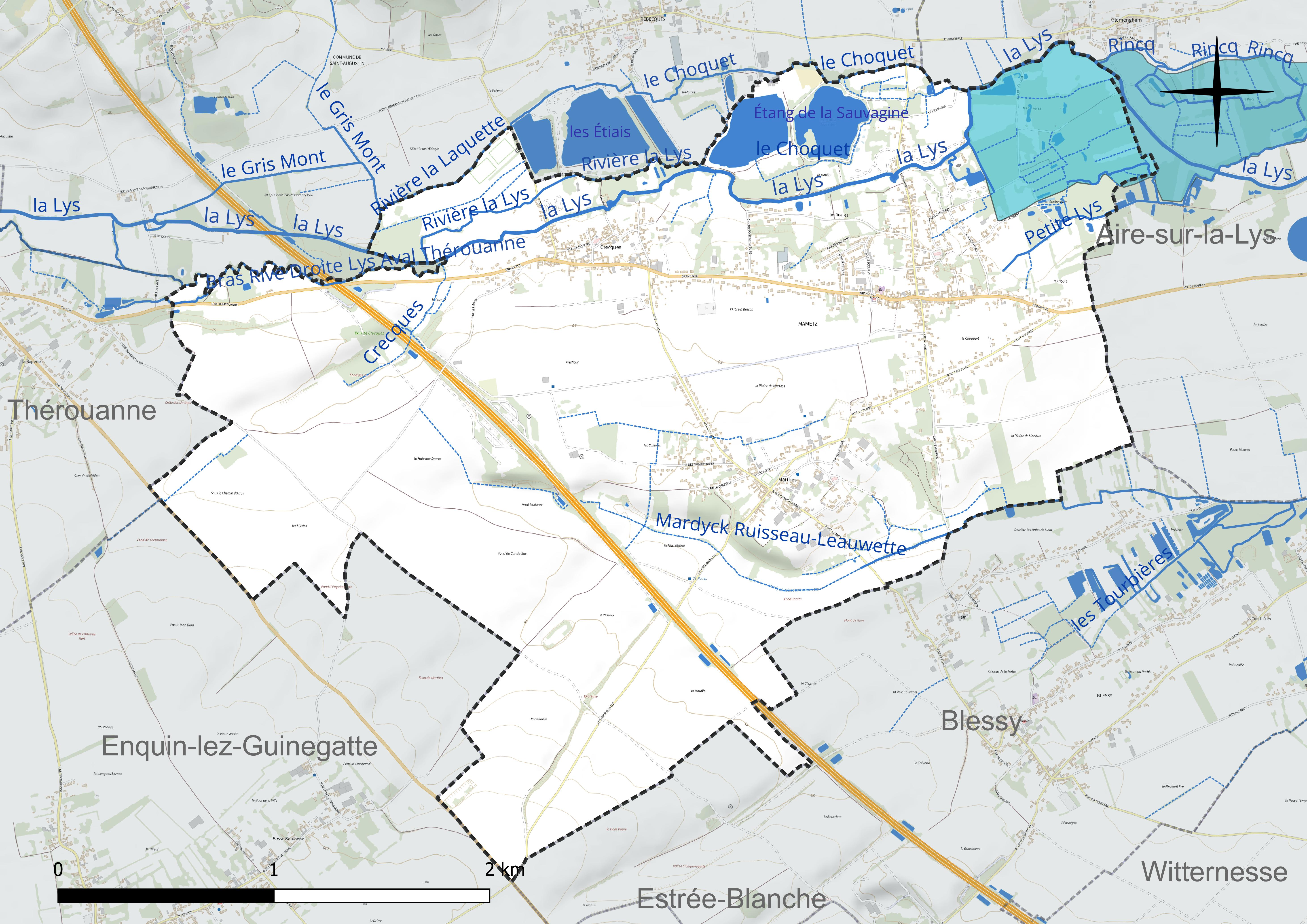
Réseau hydrographique de Mametz.

- la Mardyck Ruisseau - Leauwette ou ruisseau de Leauwette, cours d'eau naturel de 7,2 km, qui prend sa source dans la commune et se jette dans la Laquette au niveau de la commune d'Aire-sur-la-Lys[5].

### Climat
Pour des articles plus généraux, voir Climat des Hauts-de-France et Climat du Pas-de-Calais.
En 2010, le climat de la commune est de type climat océanique altéré, selon une étude du CNRS s'appuyant sur une série de données couvrant la période 1971-2000. En 2020, Météo-France publie une typologie des climats de la France métropolitaine dans laquelle la commune est exposée à un climat océanique et est dans la région climatique Côtes de la Manche orientale, caractérisée par un faible ensoleillement (1 550 h/an) ; forte humidité de l’air (plus de 20 h/jour avec humidité relative > 80 % en hiver), vents forts fréquents.
Pour la période 1971-2000, la température annuelle moyenne est de 10,3 °C, avec une amplitude thermique annuelle de 14 °C. Le cumul annuel moyen de précipitations est de 827 mm, avec 13,1 jours de précipitations en janvier et 8,4 jours en juillet. Pour la période 1991-2020, la température moyenne annuelle observée sur la station météorologique la plus proche, située sur la commune de Fiefs à 14 km à vol d'oiseau, est de 10,4 °C et le cumul annuel moyen de précipitations est de 1 070,6 mm,. Pour l'avenir, les paramètres climatiques de la commune estimés pour 2050 selon différents scénarios d'émission de gaz à effet de serre sont consultables sur un site dédié publié par Météo-France en novembre 2022.

### Milieux naturels et biodiversité

#### Zone naturelle d'intérêt écologique, faunistique et floristique
L’inventaire des zones naturelles d'intérêt écologique, faunistique et floristique (ZNIEFF) a pour objectif de réaliser une couverture des zones les plus intéressantes sur le plan écologique, essentiellement dans la perspective d’améliorer la connaissance du patrimoine naturel national et de fournir aux différents décideurs un outil d’aide à la prise en compte de l’environnement dans l’aménagement du territoire.
Le territoire communal comprend une ZNIEFF de type 2 : la moyenne vallée de la Lys entre Thérouanne et Aire-sur-la-Lys. Cette ZNIEFF est un ensemble intégrant un système alluvial du fond de la vallée et quelques bois, bosquets et landes.

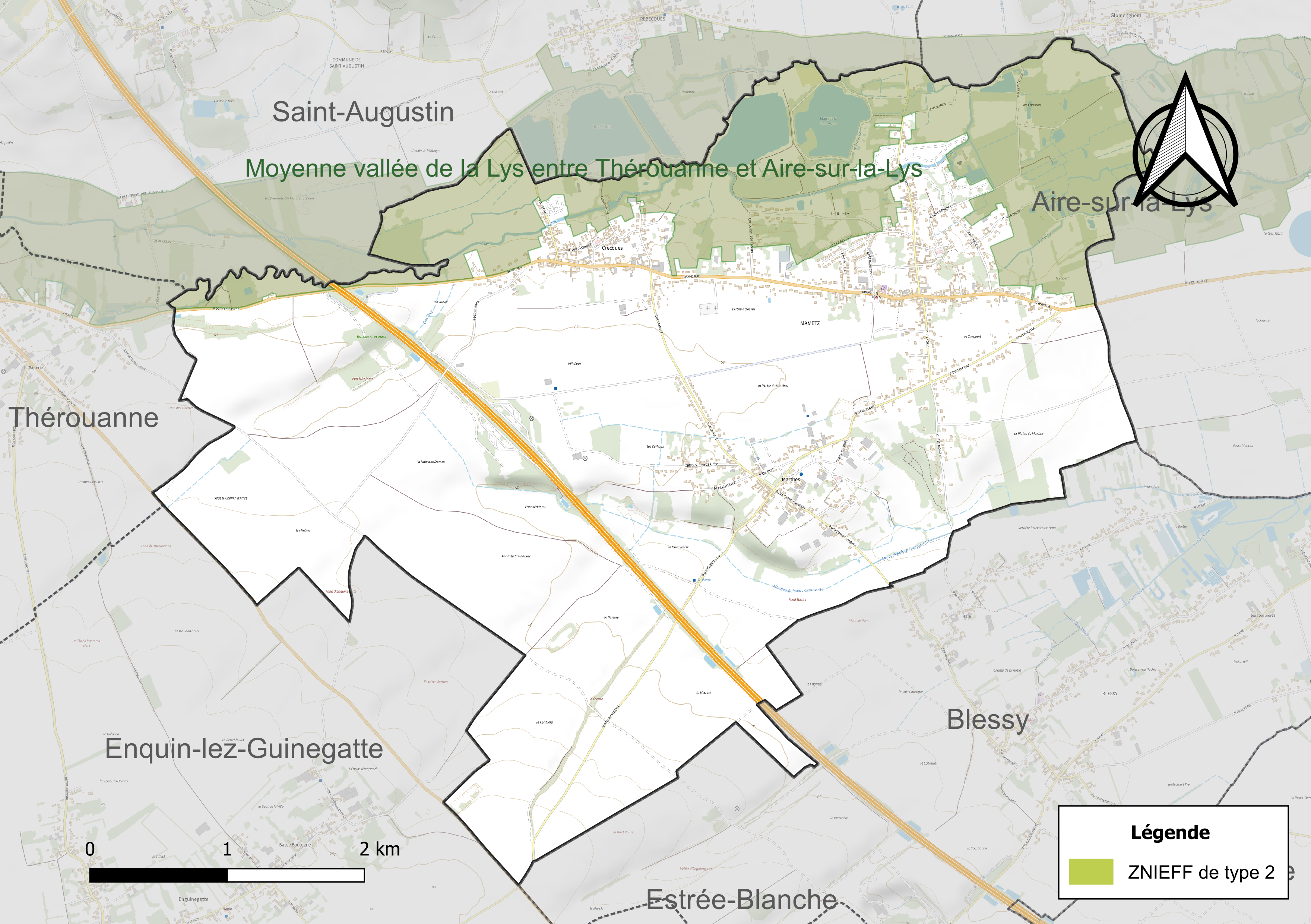
Carte de la ZNIEFF sur la commune.

#### Espèces faunistiques et floristiques
L’Inventaire national du patrimoine naturel (INPN) recense plusieurs espèces faunistiques et floristiques sur le territoire de la commune dont certaines sont protégées et d’autres menacées et quasi-menacées.

## Urbanisme

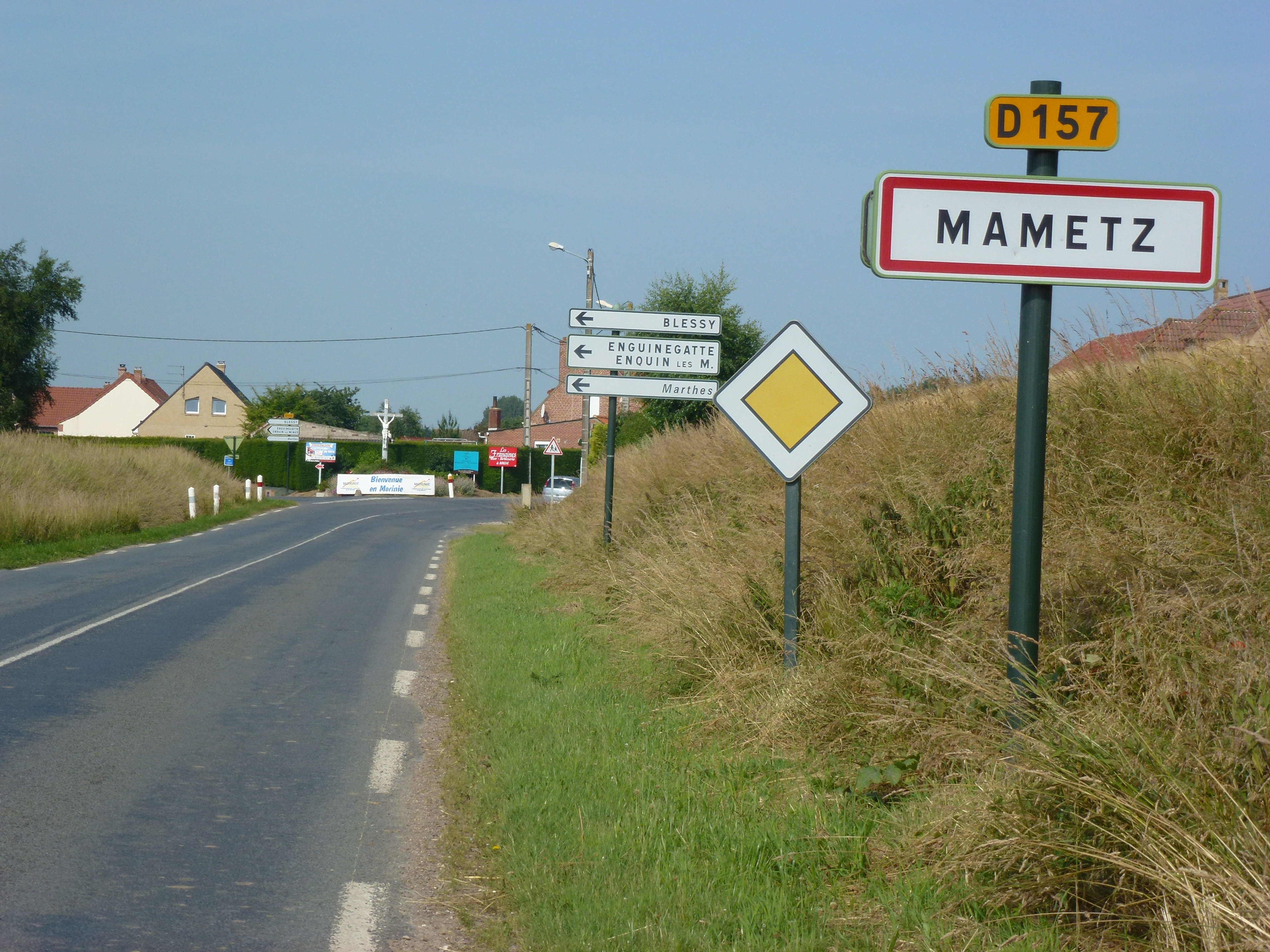
Une entrée de la commune.

### Typologie
Au 1er janvier 2024, Mametz est catégorisée bourg rural, selon la nouvelle grille communale de densité à sept niveaux définie par l'Insee en 2022.
Elle est située hors unité urbaine. Par ailleurs la commune fait partie de l'aire d'attraction de Saint-Omer, dont elle est une commune de la couronne,. Cette aire, qui regroupe 79 communes, est catégorisée dans les aires de 50 000 à moins de 200 000 habitants,.

### Occupation des sols
L'occupation des sols de la commune, telle qu'elle ressort de la base de données européenne d’occupation biophysique des sols Corine Land Cover (CLC), est marquée par l'importance des territoires agricoles (78,6 % en 2018), en diminution par rapport à 1990 (86,6 %). La répartition détaillée en 2018 est la suivante : 
terres arables (57,4 %), prairies (20 %), zones urbanisées (14,8 %), forêts (3,8 %), eaux continentales (2,8 %), zones agricoles hétérogènes (1,2 %). L'évolution de l’occupation des sols de la commune et de ses infrastructures peut être observée sur les différentes représentations cartographiques du territoire : la carte de Cassini (XVIIIe siècle), la carte d'état-major (1820-1866) et les cartes ou photos aériennes de l'IGN pour la période actuelle (1950 à aujourd'hui).

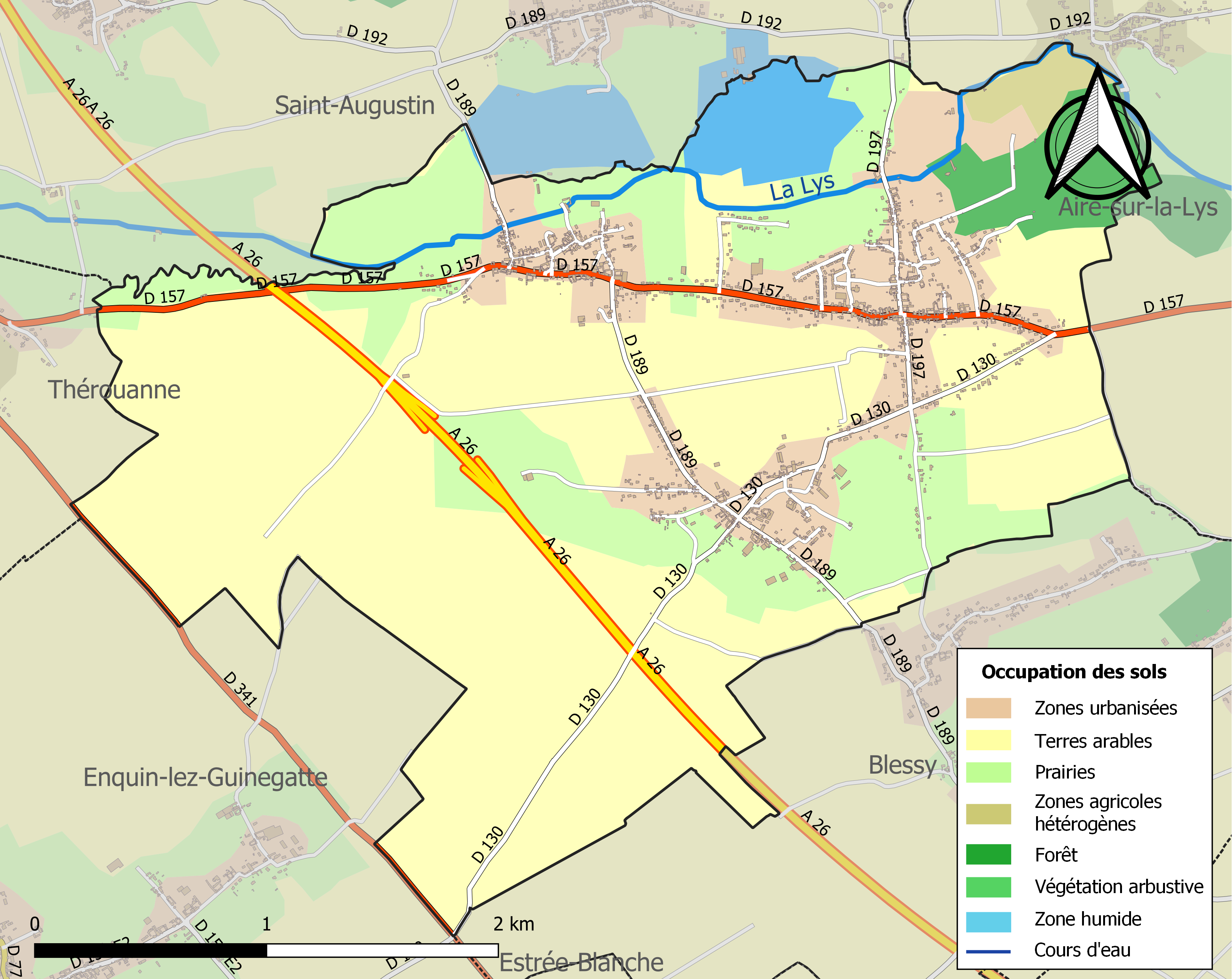
Carte des infrastructures et de l'occupation des sols de la commune en 2018 (CLC).

### Voies de communication et transports

#### Transport ferroviaire
La commune était située sur la ligne de chemin de fer Aire-sur-la-Lys - Berck-Plage, une ancienne ligne de chemin de fer qui reliait, entre 1893 et 1955, Aire-sur-la-Lys à Berck dans le département du Pas de Calais.

### Risques naturels et technologiques

#### Risque inondation
À la suite du passage des tempêtes Ciarán, Domingos et Elisa et des inondations et coulées de boue qui se sont produites, la commune est reconnue, par arrêté du 14 novembre 2023, en état de catastrophe naturelle pour inondations et coulées de boue sur la période du 2 au 12 novembre 2023, comme 179 autres communes du département.

## Toponymie
Le nom de la localité est attesté sous les formes Mammés en 1072 ; Moumes en 1195 ; Maumez en 1250 ; Maumés en 1294 ; Mamés en 1329 ; Manmés en 1330 ; Mametz en 1370 ; Maumeys en 1361 ; Maumetz en 1366 ; Mammés [prope Morenum] en 1418 ; Maemez en 1474 ; Mammez en 1507 ; Mamez en 1739 ; Mametz en 1793 puis 1801,.
Ernest Nègre voit dans le nom de Mametz l'anthroponyme germanique Mallo suivi du latin mansus « manse, ferme », le tout donnant donc la « ferme de Mallo ».
La commune porte le nom de Mamouille en picard.
Les communes de Crecques et de Marthes, aujourd'hui hameaux de Mametz, ont été réunies à celle de Mametz en 1822.

## Histoire

### Moyen-Âge
Le seigneur de Cresecques est un des barons du comté de Guînes, et en 1217, Robert de Cresecque est un des douze pairs (pairie) de l'évêque de Thérouanne.
En 1228, Adam, évêque des Morins (de Thérouanne) confirme la donation de l'alleu d'Ochtezeele faite à l'abbaye Saint-Bertin de Saint-Omer par Anselme de Crecques.

## Politique et administration

### Découpage territorial
La commune se trouve dans l'arrondissement de Saint-Omer du département du Pas-de-Calais.

#### Commune et intercommunalités
La commune est membre de la communauté d'agglomération du Pays de Saint-Omer qui regroupe 53 communes et compte 104 937 habitants en 2021.

#### Circonscriptions administratives
La commune est rattachée au canton de Fruges.

#### Circonscriptions électorales
Pour l'élection des députés, la commune fait partie de la huitième circonscription du Pas-de-Calais.

## Population et société

### Démographie
Les habitants sont appelés les Mametziens.

#### Évolution démographique
L'évolution du nombre d'habitants est connue à travers les recensements de la population effectués dans la commune depuis 1793. Pour les communes de moins de 10 000 habitants, une enquête de recensement portant sur toute la population est réalisée tous les cinq ans, les populations de référence des années intermédiaires étant quant à elles estimées par interpolation ou extrapolation. Pour la commune, le premier recensement exhaustif entrant dans le cadre du nouveau dispositif a été réalisé en 2008.

En 2022, la commune comptait 1 985 habitants, en évolution de −0,3 % par rapport à 2016 (Pas-de-Calais : −0,72 %, France hors Mayotte : +2,11 %).
| 1793 | 1800 | 1806 | 1821 | 1831  | 1836  | 1841  | 1846  | 1851  |
| ---- | ---- | ---- | ---- | ----- | ----- | ----- | ----- | ----- |
| 415  | 476  | 486  | 569  | 1 279 | 1 328 | 1 384 | 1 404 | 1 315 |

| 1856  | 1861  | 1866  | 1872  | 1876  | 1881  | 1886  | 1891  | 1896  |
| ----- | ----- | ----- | ----- | ----- | ----- | ----- | ----- | ----- |
| 1 250 | 1 306 | 1 319 | 1 316 | 1 299 | 1 291 | 1 282 | 1 153 | 1 225 |

| 1901  | 1906  | 1911  | 1921  | 1926  | 1931  | 1936  | 1946  | 1954  |
| ----- | ----- | ----- | ----- | ----- | ----- | ----- | ----- | ----- |
| 1 207 | 1 222 | 1 228 | 1 226 | 1 194 | 1 150 | 1 120 | 1 148 | 1 114 |

| 1962  | 1968  | 1975  | 1982  | 1990  | 1999  | 2006  | 2008  | 2013  |
| ----- | ----- | ----- | ----- | ----- | ----- | ----- | ----- | ----- |
| 1 209 | 1 267 | 1 291 | 1 392 | 1 567 | 1 716 | 1 875 | 1 923 | 1 975 |

| 2018  | 2022  | - | - | - | - | - | - | - |
| ----- | ----- | - | - | - | - | - | - | - |
| 2 002 | 1 985 | - | - | - | - | - | - | - |

#### Pyramide des âges
En 2018, le taux de personnes d'un âge inférieur à 30 ans s'élève à 33,6 %, soit en dessous de la moyenne départementale (36,7 %). À l'inverse, le taux de personnes d'âge supérieur à 60 ans est de 25,3 % la même année, alors qu'il est de 24,9 % au niveau départemental.
En 2018, la commune comptait 986 hommes pour 1 016 femmes, soit un taux de 50,75 % de femmes, légèrement inférieur au taux départemental (51,50 %).
Les pyramides des âges de la commune et du département s'établissent comme suit.
| Hommes | Classe d’âge | Femmes |
| ------ | ------------ | ------ |
| 0,1    | 90 ou +      | 1,1    |
| 5,7    | 75-89 ans    | 7,8    |
| 16,9   | 60-74 ans    | 19,1   |
| 24,1   | 45-59 ans    | 21,2   |
| 19,5   | 30-44 ans    | 17,4   |
| 15,0   | 15-29 ans    | 15,6   |
| 18,7   | 0-14 ans     | 17,9   |

| Hommes | Classe d’âge | Femmes |
| ------ | ------------ | ------ |
| 0,5    | 90 ou +      | 1,6    |
| 5,6    | 75-89 ans    | 8,9    |
| 16,7   | 60-74 ans    | 18,1   |
| 20,2   | 45-59 ans    | 19,2   |
| 18,9   | 30-44 ans    | 18,1   |
| 18,2   | 15-29 ans    | 16,2   |
| 19,9   | 0-14 ans     | 17,9   |

## Culture locale et patrimoine

### Lieux et monuments
- Le moulin à eau[41].
- Les trois églises. La commune a la particularité de disposer de trois églises : l'église Saint-Vaast de Mametz, l'église Saint-Quentin du hameau de Marthes et l'église Saint-Honoré du hameau de Crecques[41],[42].
- Les trois monuments aux morts situés à Mametz et aux hameaux de Crecques et de Marthes[43].

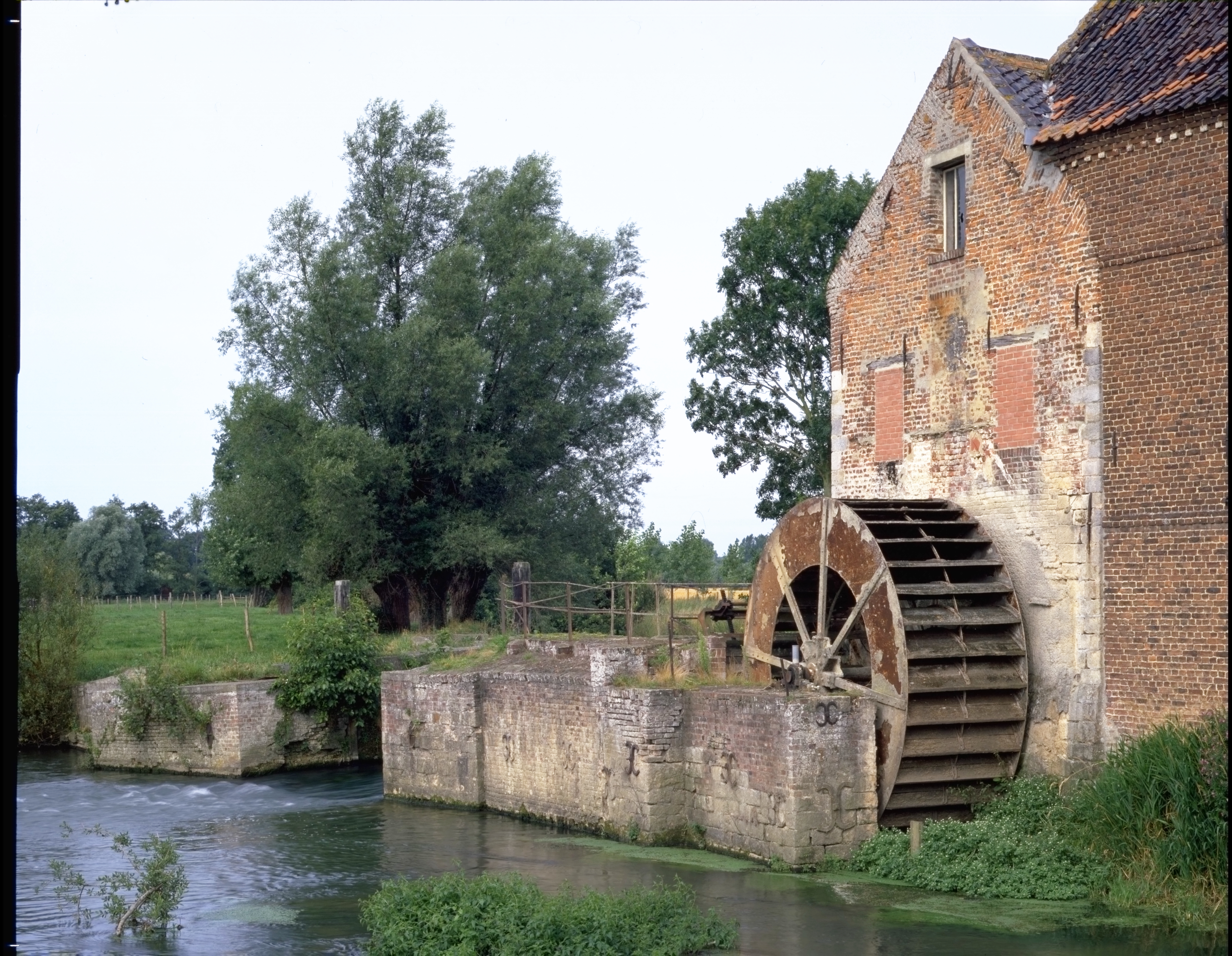
Le moulin à eau.
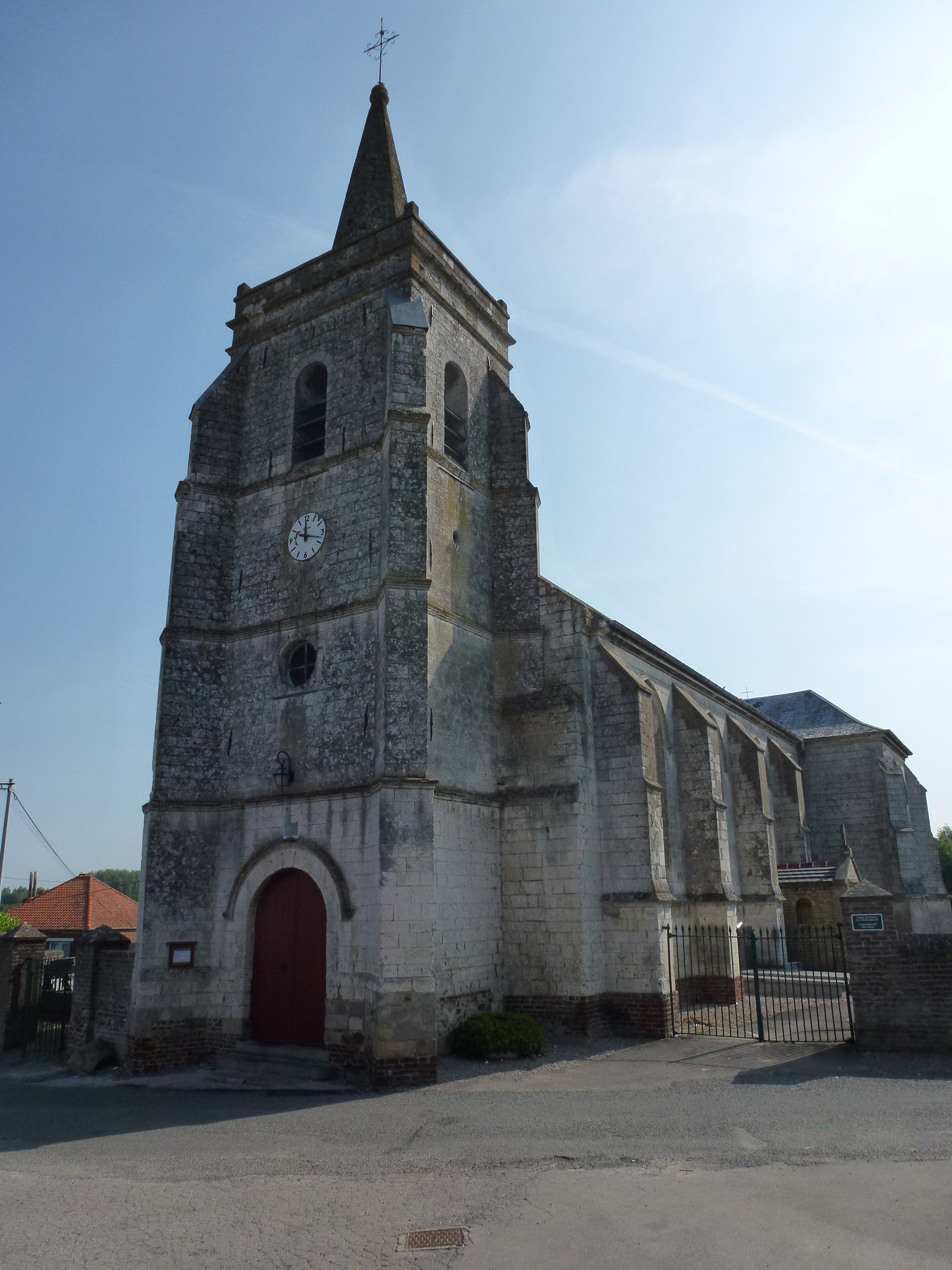
l'église Saint-Vaast.
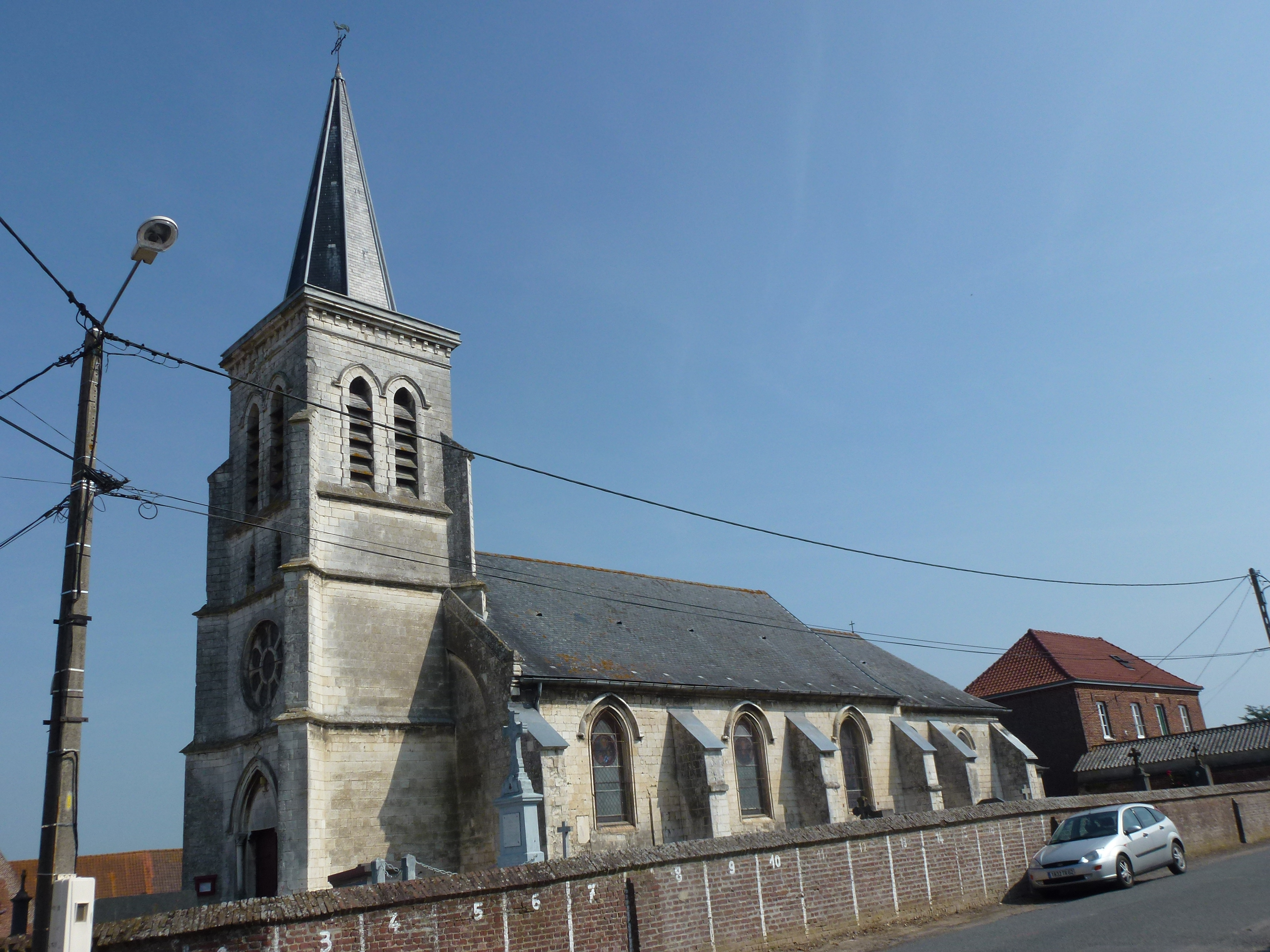
l'église Saint-Honoré.
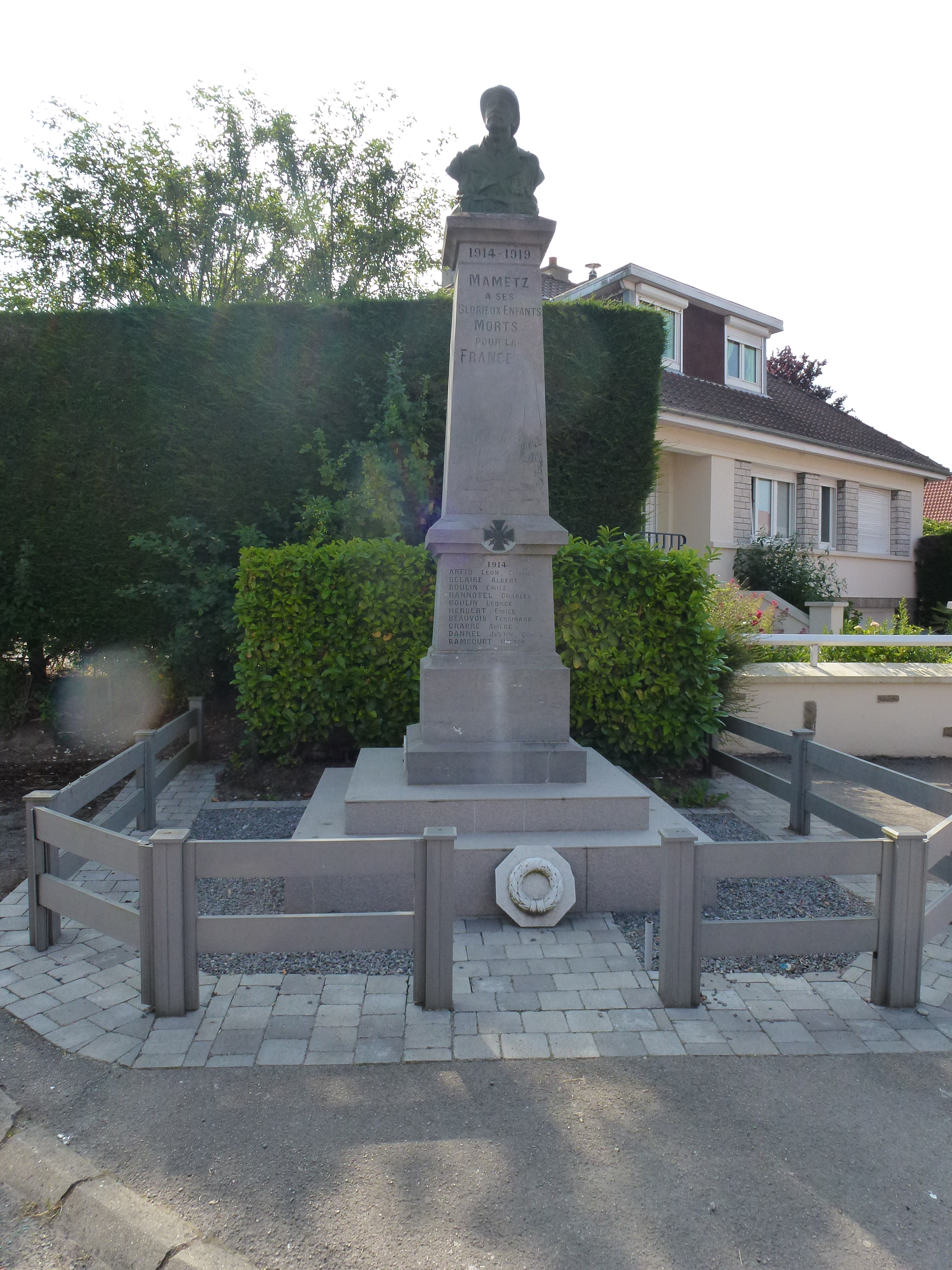
Le monument aux morts de Mametz.
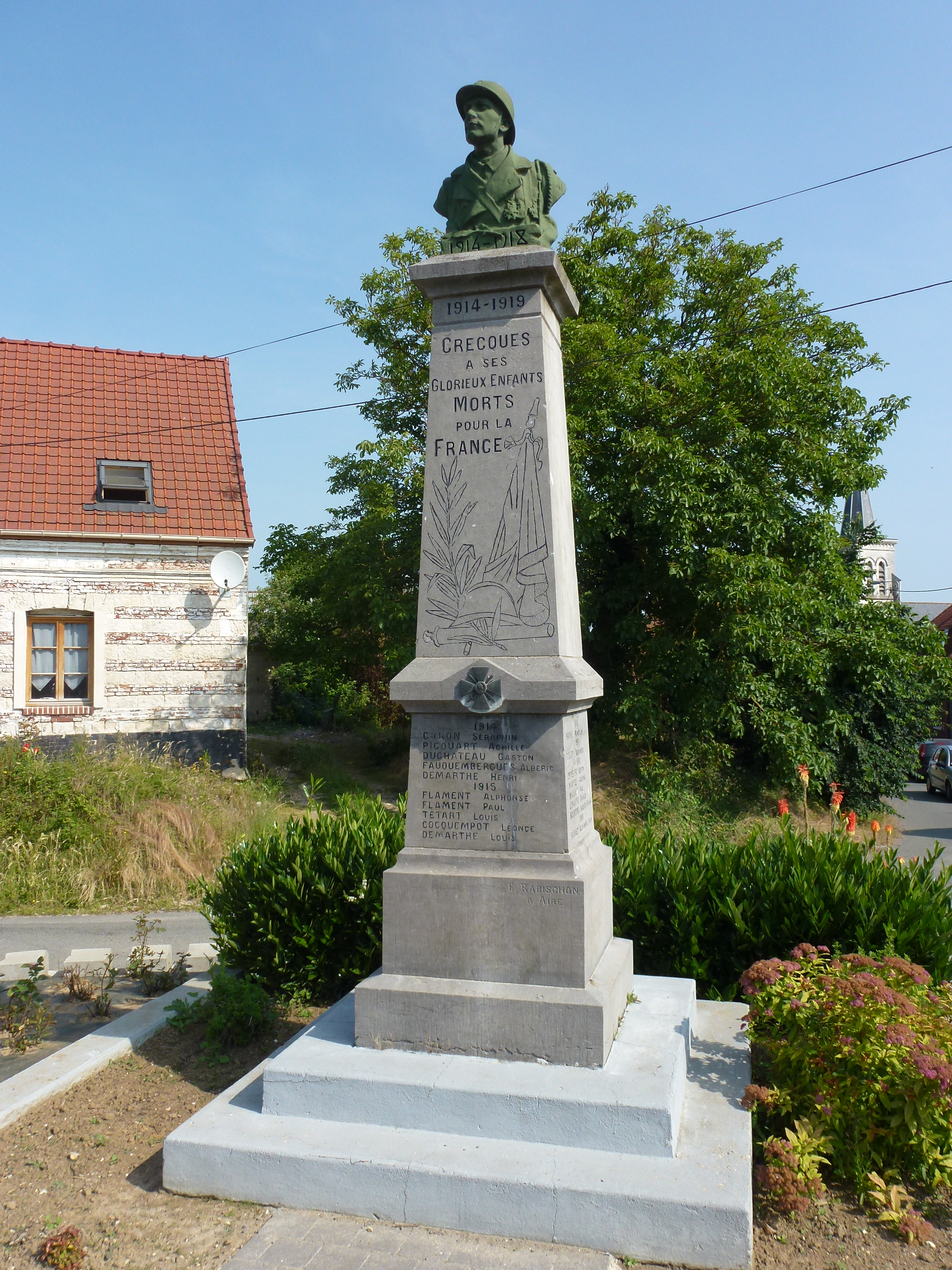
Le monument aux morts de Crecques.

### Personnalités liées à la commune
- Prosper Chartier (1804-1864), polytechnicien, maître verrier, maire de Douai, maire de Mametz.
- Charlotte Rollé-Jacques (1835-1914), compositrice, née à Mametz.
- Roland Delmaire (1941-2021), historien, né à Mametz.

### Héraldique

Armes de la famille de Croÿ-Renty.

| Blason de Mametz | Blason  | Écartelé : au 1er et 4e d'argent à trois fasce de gueules, au 2e et 3e d'argent plain ; sur le tout de gueules à la barre ondée d'argent. |
| Blason de Mametz | Détails | Reprends les armes de la famille de Croÿ-Renty, où les doloires ont disparu et auxquelles fut ajouté un écusson symbolisant la réunion des communes de Mametz, Marthes et Crecques en 1821, la barre ondée représentant la Lys, qui arrose la commune. Le statut officiel du blason reste à déterminer. |

## Pour approfondir

#### Bases de données, dictionnaires et encyclopédies
- Ressources relatives à la géographie :   - Insee (communes)
  - Ldh/EHESS/Cassini
- Ressource relative à plusieurs domaines :   - Annuaire du service public français
- Ressource relative à la musique :   - MusicBrainz
- Notices d'autorité :   - BnF (données)